# Casa de la Vila (Sant Gregori)
La Casa de la Vila és un edifici de Sant Gregori (Gironès) inclòs a l'Inventari del Patrimoni Arquitectònic de Catalunya.

## Descripció
Es tracta d'un edifici de planta rectangular desenvolupat en planta baixa i planta pis, la coberta és de teula àrab a quatre vessants. Les façanes són arrebossades i pintades, rematades per un ràfec emmotllurat. Totes les obertures són emmarcades per senzills guardapols del mateix material i color que la façana. Darrere l'edifici hi ha un espai públic que es compartit junt amb el Centre Cívic i Social de recent construcció.